# Bombyliomyia nigra
Bombyliomyia nigra är en tvåvingeart som först beskrevs av Townsend 1914.  Bombyliomyia nigra ingår i släktet Bombyliomyia och familjen parasitflugor.
Artens utbredningsområde är Peru. Inga underarter finns listade.